# عامر بن معاوية اللخمي
عامر بن معاوية بن عبد السلام بن زياد بن عبد الرحمن بن زهير بن ناشرة بن لوذان اللخمي، من أهل قرطبة؛ يكنى أبا معاوية. وأصله من رية. روى عن عبد الملك بن حبيب السلمي وغيره. ورحل فسمع من يحيى بن بكير، وأصبغ بن الفرج وابن كاسب، واستقضاه الأمير المنذر. أشار به عليه بقي بن مخلد، ولم يزل قاضيا إلى أن توفي المنذر وولي عبد الله فعزله وولى النضر بن سلمة. حدث عنه أحمد بن خالد، ومحمد بن مسور، ومحمد بن عبد الملك بن أيمن وابن الشامة. وكان: شيخا مغفلا. توفي سنة 237هـ.